# Keizer Karel VII Albrecht
Karel VII Albert (Brussel, 6 augustus 1697 — München, 20 januari 1745), een lid van het huis Wittelsbach, was keurvorst van Beieren vanaf 1726 en Rooms-Duitse keizer van 24 januari 1742 tot zijn dood in 1745. Karel was de enige keizer sinds de 15e eeuw die niet van het huis Habsburg was.

## Leven
Karel Albert was de zoon van keurvorst Max Emanuel en diens tweede gemalin Theresia Kunigunde Sobieska, dochter van Jan III Sobieski. Hij werd geboren te Brussel toen zijn vader landvoogd van de Spaanse Nederlanden was. In diens strijd tegen Oostenrijk werd hij gevangengenomen en daarna samen met zijn broers als graaf van Wittelsbach te Klagenfurt en later in Graz opgevoed. Na zijn vrijlating in 1715 maakte hij reizen en voerde hij in 1717 het bevel over Beierse hulptroepen in de Oostenrijks-Turkse Oorlog (1716-1718). Hij huwde in 1722 met Maria Amalia, dochter van keizer Jozef I, die daarbij echter afstand deed van haar aanspraken op de Oostenrijkse successie.
Na de dood van zijn vader in 1726 besteeg hij de Beierse troon. Hij voerde een pro-Oostenrijkse politiek en steunde Jozefs opvolger Karel VI in de Russisch-Turkse Oorlog (1735-1739).
Na de dood van Karel VI in 1740 trok hij zijn erkenning van de door Karel VI uitgevaardigde Pragmatieke Sanctie in. Volgens deze beschikking zou Karel VI worden opgevolgd door zijn dochter Maria Theresia. De Oostenrijkse Successieoorlog brak uit, waarin Karel Albert, samen met Frederik II van Pruisen - die zijn oog op Silezië had laten vallen - en de Habsburgse erfvijand Frankrijk, de troonsbestijging van Maria Theresia bestreed. Hij sloot in 1741 met Frankrijk het Verdrag van Nymphenburg, waarbij hem de keizerskroon, Oostenrijk en Bohemen beloofd werden. Hij viel hierop Oostenrijk binnen en liet zich als aartshertog huldigen. Daarna trok hij Bohemen binnen, waar hij op 25 november Praag veroverde en zich tot koning liet kronen.
Ondanks de halfslachtige Franse steun - dit land had er geen belang bij de Wittelsbachs klakkeloos de plaats van de Habsburgers te laten innemen - werd Karel Albert in 1742 door de keurvorsten tot keizer uitgeroepen en op 12 februari van dat jaar door zijn broer Clemens August I (aartsbisschop en keurvorst van Keulen) te Frankfurt am Main gekroond.
Door steun van Hongarije en een wapenstilstand met Pruisen - in ruil waarvoor ze Silezië had moeten opofferen - kreeg Maria Theresia echter weer de mogelijkheid tegen Beieren ten strijde te trekken. Reeds enige dagen na de kroning marcheerden haar troepen München binnen, zodat Karel Albert uiteindelijk niet alleen de Habsburgse landen, maar ook zijn erfland Beieren verloor. Als marionet van de anti-Oostenrijkse coalitie werd hij in 1744 door Pruisen en Frankrijk op de troon hersteld, maar hij stierf reeds op 20 januari 1745 - toevallig juist op het moment dat zijn leger München had heroverd.
Karel Albert werd in Beieren opgevolgd door zijn zoon Max Jozef, die als keurvorst bereid bleek Maria Theresia's gemaal Frans Stefan van Lotharingen tot nieuwe keizer te verkiezen, de Vrede van Füssen (1745).

## Kinderen
Uit Karels huwelijk met Maria Amalia van Oostenrijk werden zeven kinderen geboren:
- Maximiliane Maria (1723), stierf nog dezelfde dag
- Maria Antonia Walpurgis (1724-1780), gehuwd met Frederik Christiaan van Saksen
- Theresia Benedicta (1725-1743)
- Maximiliaan III Jozef (1727-1777), keurvorst van Beieren
- Jozef Lodewijk (1728-1733)
- Maria Anna Josepha (1734-1776), gehuwd met Lodewijk George Simpert van Baden-Baden
- Maria Josepha Antonia (1739-1767), gehuwd met keizer Jozef II

Bij Charlotte Sophie von Ingenheim verwekte hij nog een zoon:
- Franz Ludwig Graf von Holnstein (1723-1780), gehuwd met Anna Marie zu Löwenfeld, dochter van Clemens August I

## Kwartierstaat
| Maximiliaan I van Beieren (1573-1651)       | Maximiliaan I van Beieren (1573-1651)       | Maximiliaan I van Beieren (1573-1651)       | Maximiliaan I van Beieren (1573-1651)       | Maximiliaan I van Beieren (1573-1651)       | Maximiliaan I van Beieren (1573-1651)       | Maria Anna van Oostenrijk (1610-1665)   | Maria Anna van Oostenrijk (1610-1665)   | Maria Anna van Oostenrijk (1610-1665)   | Maria Anna van Oostenrijk (1610-1665)   | Maria Anna van Oostenrijk (1610-1665)          | Maria Anna van Oostenrijk (1610-1665)          |                                                |                                                | Victor Amadeus I van Savoye (1587–1637)        | Victor Amadeus I van Savoye (1587–1637)        | Victor Amadeus I van Savoye (1587–1637)      | Victor Amadeus I van Savoye (1587–1637)      | Victor Amadeus I van Savoye (1587–1637)      | Victor Amadeus I van Savoye (1587–1637)      | Christina van Frankrijk (1606-1663)          | Christina van Frankrijk (1606-1663)          | Christina van Frankrijk (1606-1663) | Christina van Frankrijk (1606-1663) | Christina van Frankrijk (1606-1663)                 | Christina van Frankrijk (1606-1663)                 |                                                     |                                                     | Jakub Sobieski (1591-1646)                          | Jakub Sobieski (1591-1646)                          | Jakub Sobieski (1591-1646) | Jakub Sobieski (1591-1646) | Jakub Sobieski (1591-1646)               | Jakub Sobieski (1591-1646)               | Zofia Teofillia Daniłowicz               | Zofia Teofillia Daniłowicz               | Zofia Teofillia Daniłowicz               | Zofia Teofillia Daniłowicz               | Zofia Teofillia Daniłowicz              | Zofia Teofillia Daniłowicz              |                                         |                                         | Henri-Albert de La Grange d'Arquien (1613-1707) | Henri-Albert de La Grange d'Arquien (1613-1707) | Henri-Albert de La Grange d'Arquien (1613-1707)          | Henri-Albert de La Grange d'Arquien (1613-1707)          | Henri-Albert de La Grange d'Arquien (1613-1707)          | Henri-Albert de La Grange d'Arquien (1613-1707)          | Françoise de La Châtre                                   | Françoise de La Châtre                                   | Françoise de La Châtre | Françoise de La Châtre | Françoise de La Châtre | Françoise de La Châtre |  |  |  |  |  |  |  |  |  |  |  |  |  |  |  |  |  |  |  |  |  |  |  |  |  |  |  |  |  |  |  |  |  |  |  |  |  |  |  |  |  |  |  |  |  |  |  |  |
| Maximiliaan I van Beieren (1573-1651)       | Maximiliaan I van Beieren (1573-1651)       | Maximiliaan I van Beieren (1573-1651)       | Maximiliaan I van Beieren (1573-1651)       | Maximiliaan I van Beieren (1573-1651)       | Maximiliaan I van Beieren (1573-1651)       | Maria Anna van Oostenrijk (1610-1665)   | Maria Anna van Oostenrijk (1610-1665)   | Maria Anna van Oostenrijk (1610-1665)   | Maria Anna van Oostenrijk (1610-1665)   | Maria Anna van Oostenrijk (1610-1665)          | Maria Anna van Oostenrijk (1610-1665)          |                                                |                                                | Victor Amadeus I van Savoye (1587–1637)        | Victor Amadeus I van Savoye (1587–1637)        | Victor Amadeus I van Savoye (1587–1637)      | Victor Amadeus I van Savoye (1587–1637)      | Victor Amadeus I van Savoye (1587–1637)      | Victor Amadeus I van Savoye (1587–1637)      | Christina van Frankrijk (1606-1663)          | Christina van Frankrijk (1606-1663)          | Christina van Frankrijk (1606-1663) | Christina van Frankrijk (1606-1663) | Christina van Frankrijk (1606-1663)                 | Christina van Frankrijk (1606-1663)                 |                                                     |                                                     | Jakub Sobieski (1591-1646)                          | Jakub Sobieski (1591-1646)                          | Jakub Sobieski (1591-1646) | Jakub Sobieski (1591-1646) | Jakub Sobieski (1591-1646)               | Jakub Sobieski (1591-1646)               | Zofia Teofillia Daniłowicz               | Zofia Teofillia Daniłowicz               | Zofia Teofillia Daniłowicz               | Zofia Teofillia Daniłowicz               | Zofia Teofillia Daniłowicz              | Zofia Teofillia Daniłowicz              |                                         |                                         | Henri-Albert de La Grange d'Arquien (1613-1707) | Henri-Albert de La Grange d'Arquien (1613-1707) | Henri-Albert de La Grange d'Arquien (1613-1707)          | Henri-Albert de La Grange d'Arquien (1613-1707)          | Henri-Albert de La Grange d'Arquien (1613-1707)          | Henri-Albert de La Grange d'Arquien (1613-1707)          | Françoise de La Châtre                                   | Françoise de La Châtre                                   | Françoise de La Châtre | Françoise de La Châtre | Françoise de La Châtre | Françoise de La Châtre |  |  |  |  |  |  |  |  |  |  |  |  |  |  |  |  |  |  |  |  |  |  |  |  |  |  |  |  |  |  |  |  |  |  |  |  |  |  |  |  |  |  |  |  |  |  |  |  |
|                                             |                                             |                                             |                                             |                                             |                                             |                                         |                                         |                                         |                                         |                                                |                                                |                                                |                                                |                                                |                                                |                                              |                                              |                                              |                                              |                                              |                                              |                                     |                                     |                                                     |                                                     |                                                     |                                                     |                                                     |                                                     |                            |                            |                                          |                                          |                                          |                                          |                                          |                                          |                                         |                                         |                                         |                                         |                                                 |                                                 |                                                          |                                                          |                                                          |                                                          |                                                          |                                                          |                        |                        |                        |                        |  |  |  |  |  |  |  |  |  |  |  |  |  |  |  |  |  |  |  |  |  |  |  |  |  |  |  |  |  |  |  |  |  |  |  |  |  |  |  |  |  |  |  |  |  |  |  |  |
|                                             |                                             |                                             |                                             | Ferdinand Maria van Beieren (1636-1679)     | Ferdinand Maria van Beieren (1636-1679)     | Ferdinand Maria van Beieren (1636-1679) | Ferdinand Maria van Beieren (1636-1679) | Ferdinand Maria van Beieren (1636-1679) | Ferdinand Maria van Beieren (1636-1679) |                                                |                                                |                                                |                                                |                                                |                                                | Henriëtte Adelheid van Savoye (1636-1676)    | Henriëtte Adelheid van Savoye (1636-1676)    | Henriëtte Adelheid van Savoye (1636-1676)    | Henriëtte Adelheid van Savoye (1636-1676)    | Henriëtte Adelheid van Savoye (1636-1676)    | Henriëtte Adelheid van Savoye (1636-1676)    |                                     |                                     |                                                     |                                                     |                                                     |                                                     |                                                     |                                                     |                            |                            | Jan III Sobieski (1629-1696)             | Jan III Sobieski (1629-1696)             | Jan III Sobieski (1629-1696)             | Jan III Sobieski (1629-1696)             | Jan III Sobieski (1629-1696)             | Jan III Sobieski (1629-1696)             |                                         |                                         |                                         |                                         |                                                 |                                                 | Marie Casimire Louise de la Grange d’Arquien (1641-1716) | Marie Casimire Louise de la Grange d’Arquien (1641-1716) | Marie Casimire Louise de la Grange d’Arquien (1641-1716) | Marie Casimire Louise de la Grange d’Arquien (1641-1716) | Marie Casimire Louise de la Grange d’Arquien (1641-1716) | Marie Casimire Louise de la Grange d’Arquien (1641-1716) |                        |                        |                        |                        |  |  |  |  |  |  |  |  |  |  |  |  |  |  |  |  |  |  |  |  |  |  |  |  |  |  |  |  |  |  |  |  |  |  |  |  |  |  |  |  |  |  |  |  |  |  |  |  |
|                                             |                                             |                                             |                                             | Ferdinand Maria van Beieren (1636-1679)     | Ferdinand Maria van Beieren (1636-1679)     | Ferdinand Maria van Beieren (1636-1679) | Ferdinand Maria van Beieren (1636-1679) | Ferdinand Maria van Beieren (1636-1679) | Ferdinand Maria van Beieren (1636-1679) |                                                |                                                |                                                |                                                |                                                |                                                | Henriëtte Adelheid van Savoye (1636-1676)    | Henriëtte Adelheid van Savoye (1636-1676)    | Henriëtte Adelheid van Savoye (1636-1676)    | Henriëtte Adelheid van Savoye (1636-1676)    | Henriëtte Adelheid van Savoye (1636-1676)    | Henriëtte Adelheid van Savoye (1636-1676)    |                                     |                                     |                                                     |                                                     |                                                     |                                                     |                                                     |                                                     |                            |                            | Jan III Sobieski (1629-1696)             | Jan III Sobieski (1629-1696)             | Jan III Sobieski (1629-1696)             | Jan III Sobieski (1629-1696)             | Jan III Sobieski (1629-1696)             | Jan III Sobieski (1629-1696)             |                                         |                                         |                                         |                                         |                                                 |                                                 | Marie Casimire Louise de la Grange d’Arquien (1641-1716) | Marie Casimire Louise de la Grange d’Arquien (1641-1716) | Marie Casimire Louise de la Grange d’Arquien (1641-1716) | Marie Casimire Louise de la Grange d’Arquien (1641-1716) | Marie Casimire Louise de la Grange d’Arquien (1641-1716) | Marie Casimire Louise de la Grange d’Arquien (1641-1716) |                        |                        |                        |                        |  |  |  |  |  |  |  |  |  |  |  |  |  |  |  |  |  |  |  |  |  |  |  |  |  |  |  |  |  |  |  |  |  |  |  |  |  |  |  |  |  |  |  |  |  |  |  |  |
|                                             |                                             |                                             |                                             |                                             |                                             |                                         |                                         |                                         |                                         | Maximiliaan II Emanuel van Beieren (1662-1726) | Maximiliaan II Emanuel van Beieren (1662-1726) | Maximiliaan II Emanuel van Beieren (1662-1726) | Maximiliaan II Emanuel van Beieren (1662-1726) | Maximiliaan II Emanuel van Beieren (1662-1726) | Maximiliaan II Emanuel van Beieren (1662-1726) |                                              |                                              |                                              |                                              |                                              |                                              |                                     |                                     |                                                     |                                                     |                                                     |                                                     |                                                     |                                                     |                            |                            |                                          |                                          |                                          |                                          |                                          |                                          | Theresia Kunigunde Sobieska (1676-1730) | Theresia Kunigunde Sobieska (1676-1730) | Theresia Kunigunde Sobieska (1676-1730) | Theresia Kunigunde Sobieska (1676-1730) | Theresia Kunigunde Sobieska (1676-1730)         | Theresia Kunigunde Sobieska (1676-1730)         |                                                          |                                                          |                                                          |                                                          |                                                          |                                                          |                        |                        |                        |                        |  |  |  |  |  |  |  |  |  |  |  |  |  |  |  |  |  |  |  |  |  |  |  |  |  |  |  |  |  |  |  |  |  |  |  |  |  |  |  |  |  |  |  |  |  |  |  |  |
|                                             |                                             |                                             |                                             |                                             |                                             |                                         |                                         |                                         |                                         | Maximiliaan II Emanuel van Beieren (1662-1726) | Maximiliaan II Emanuel van Beieren (1662-1726) | Maximiliaan II Emanuel van Beieren (1662-1726) | Maximiliaan II Emanuel van Beieren (1662-1726) | Maximiliaan II Emanuel van Beieren (1662-1726) | Maximiliaan II Emanuel van Beieren (1662-1726) |                                              |                                              |                                              |                                              |                                              |                                              |                                     |                                     |                                                     |                                                     |                                                     |                                                     |                                                     |                                                     |                            |                            |                                          |                                          |                                          |                                          |                                          |                                          | Theresia Kunigunde Sobieska (1676-1730) | Theresia Kunigunde Sobieska (1676-1730) | Theresia Kunigunde Sobieska (1676-1730) | Theresia Kunigunde Sobieska (1676-1730) | Theresia Kunigunde Sobieska (1676-1730)         | Theresia Kunigunde Sobieska (1676-1730)         |                                                          |                                                          |                                                          |                                                          |                                                          |                                                          |                        |                        |                        |                        |  |  |  |  |  |  |  |  |  |  |  |  |  |  |  |  |  |  |  |  |  |  |  |  |  |  |  |  |  |  |  |  |  |  |  |  |  |  |  |  |  |  |  |  |  |  |  |  |
|                                             |                                             |                                             |                                             |                                             |                                             |                                         |                                         |                                         |                                         |                                                |                                                |                                                |                                                |                                                |                                                |                                              |                                              |                                              |                                              |                                              |                                              |                                     |                                     |                                                     |                                                     |                                                     |                                                     |                                                     |                                                     |                            |                            |                                          |                                          |                                          |                                          |                                          |                                          |                                         |                                         |                                         |                                         |                                                 |                                                 |                                                          |                                                          |                                                          |                                                          |                                                          |                                                          |                        |                        |                        |                        |  |  |  |  |  |  |  |  |  |  |  |  |  |  |  |  |  |  |  |  |  |  |  |  |  |  |  |  |  |  |  |  |  |  |  |  |  |  |  |  |  |  |  |  |  |  |  |  |
|                                             |                                             |                                             |                                             |                                             |                                             |                                         |                                         |                                         |                                         |                                                |                                                |                                                |                                                |                                                |                                                |                                              |                                              |                                              |                                              |                                              |                                              |                                     |                                     |                                                     |                                                     |                                                     |                                                     |                                                     |                                                     |                            |                            |                                          |                                          |                                          |                                          |                                          |                                          |                                         |                                         |                                         |                                         |                                                 |                                                 |                                                          |                                                          |                                                          |                                                          |                                                          |                                                          |                        |                        |                        |                        |  |  |  |  |  |  |  |  |  |  |  |  |  |  |  |  |  |  |  |  |  |  |  |  |  |  |  |  |  |  |  |  |  |  |  |  |  |  |  |  |  |  |  |  |  |  |  |  |
| Maria Anna Caroline van Beieren (1696-1750) | Maria Anna Caroline van Beieren (1696-1750) | Maria Anna Caroline van Beieren (1696-1750) | Maria Anna Caroline van Beieren (1696-1750) | Maria Anna Caroline van Beieren (1696-1750) | Maria Anna Caroline van Beieren (1696-1750) |                                         |                                         | Karel VII Albrecht (1697-1745)          | Karel VII Albrecht (1697-1745)          | Karel VII Albrecht (1697-1745)                 | Karel VII Albrecht (1697-1745)                 | Karel VII Albrecht (1697-1745)                 | Karel VII Albrecht (1697-1745)                 |                                                |                                                | Filips Maurits Maria van Beieren (1698-1719) | Filips Maurits Maria van Beieren (1698-1719) | Filips Maurits Maria van Beieren (1698-1719) | Filips Maurits Maria van Beieren (1698-1719) | Filips Maurits Maria van Beieren (1698-1719) | Filips Maurits Maria van Beieren (1698-1719) |                                     |                                     | Ferdinand Maria Innocentius van Beieren (1699-1738) | Ferdinand Maria Innocentius van Beieren (1699-1738) | Ferdinand Maria Innocentius van Beieren (1699-1738) | Ferdinand Maria Innocentius van Beieren (1699-1738) | Ferdinand Maria Innocentius van Beieren (1699-1738) | Ferdinand Maria Innocentius van Beieren (1699-1738) |                            |                            | Clemens August I van Beieren (1700-1761) | Clemens August I van Beieren (1700-1761) | Clemens August I van Beieren (1700-1761) | Clemens August I van Beieren (1700-1761) | Clemens August I van Beieren (1700-1761) | Clemens August I van Beieren (1700-1761) |                                         |                                         | Johan Theodoor van Beieren (1703-1763)  | Johan Theodoor van Beieren (1703-1763)  | Johan Theodoor van Beieren (1703-1763)          | Johan Theodoor van Beieren (1703-1763)          | Johan Theodoor van Beieren (1703-1763)                   | Johan Theodoor van Beieren (1703-1763)                   |                                                          |                                                          | 4 broers                                                 | 4 broers                                                 | 4 broers               | 4 broers               | 4 broers               | 4 broers               |  |  |  |  |  |  |  |  |  |  |  |  |  |  |  |  |  |  |  |  |  |  |  |  |  |  |  |  |  |  |  |  |  |  |  |  |  |  |  |  |  |  |  |  |  |  |  |  |

vet = keizer · cursief = tegenkoning · 1 = medekoning (in een deelrijk) · 2 = afkomstig uit een andere dynastie
- Bibsys: 1512647516165
- Bibliothèque nationale de France: cb12033654c (data)
- Biografisch Portaal: 27962141
- CiNii: DA10639098
- Gemeinsame Normdatei: 118560115
- International Standard Name Identifier: 0000 0001 2101 424X
- Library of Congress Control Number: n82238717
- Nationale Bibliotheek van Tsjechië: jn20000700860
- Nationale Bibliotheek van Israël: 987009348840205171
- Nationale Bibliotheek van Polen: a0000001185350
- Nederlandse Thesaurus van Auteursnamen: 072015160
- Réseau des bibliothèques de Suisse occidentale: 02-A012432084
- RKD-Nederlands Instituut voor Kunstgeschiedenis: 488167
- Istituto Centrale per il Catalogo Unico: MUSV013565
- LIBRIS: 354795
- Système universitaire de documentation: 028516206
- Union List of Artist Names: 500355702
- Virtual International Authority File: 54163752
- WorldCat: E39PBJbtv6WxjgmPgvQcppBQMP